# Servan (folklore)
Pour les articles homonymes, voir Servan.
Le Servan (en arpitan : Sèrvan [sar.ˈvã ~ sɛr.ˈvã] ,) est, dans le folklore alpin, un lutin bénéfique, protecteur du bétail et du foyer. Il est connu dans toutes les Alpes, notamment dans le Pays de Vaud, le Dauphiné, le Bugey, la Savoie, la Haute-Savoie, les Bauges et la région de Chambéry, où cette croyance est presque aussi répandue que celle des fées.

## Description
Pierre Dubois leur attribue une taille de 25 à 35 centimètres, des cheveux blonds bouclés et un teint basané. Ils seraient vêtus d'une chemise verte, d'un gilet brodé à fleurs et d'une culotte de peau, avec un bonnet tricoté. Ils affectionneraient les greniers à foin, les  souches d'arbres creusées et les rochers, et se nourriraient de soupe, de pain, de fromage, de beurre et de lait donnés par les habitants en échange de ses services.
Dans le Bugey, le servant (ou sarvant) est considéré comme un esprit facétieux habitant la forêt, les ruines de châteaux et parfois le foyer. Il est capable de se transformer en animal sauvage tel que le chat ou le loup.

## Rôle
En Suisse et au XIXe siècle, où les Servants sont attachés à la garde des troupeaux, les pasteurs leur offraient encore une libation de lait .
En pays savoyard, le servant est un génie du lieu qui suit et gouverne les activités des humains à la ferme ou à l'alpage. Il a une fonction de contrôle. On peut le retrouver à certains lieux de passage tels que les cols ou les ponts.